# Cædwalla av Wessex
Cædwalla av Wessex, död 689, var en engelsk monark. Han var kung av Wessex 685–688. 